# 17465 Inawashiroko
17465 Inawashiroko este un asteroid din centura principală de asteroizi.

## Descriere
17465 Inawashiroko este un asteroid din centura principală de asteroizi. A fost descoperit pe 11 noiembrie 1990 la Geisei de Tsutomu Seki. Asteroidul prezintă o orbită caracterizată de o semiaxă mare de 2,98 ua, o excentricitate de 0,13 și o înclinație de 1,3° în raport cu ecliptica.